# Luf
L'île de Luf, aussi appelée Lóu, Lub, Lufi, Luf-luf et Lup, est la plus grande des îles Hermit. Elle est principalement connue pour l'histoire du bateau de Luf (de).

## Bateau de Luf

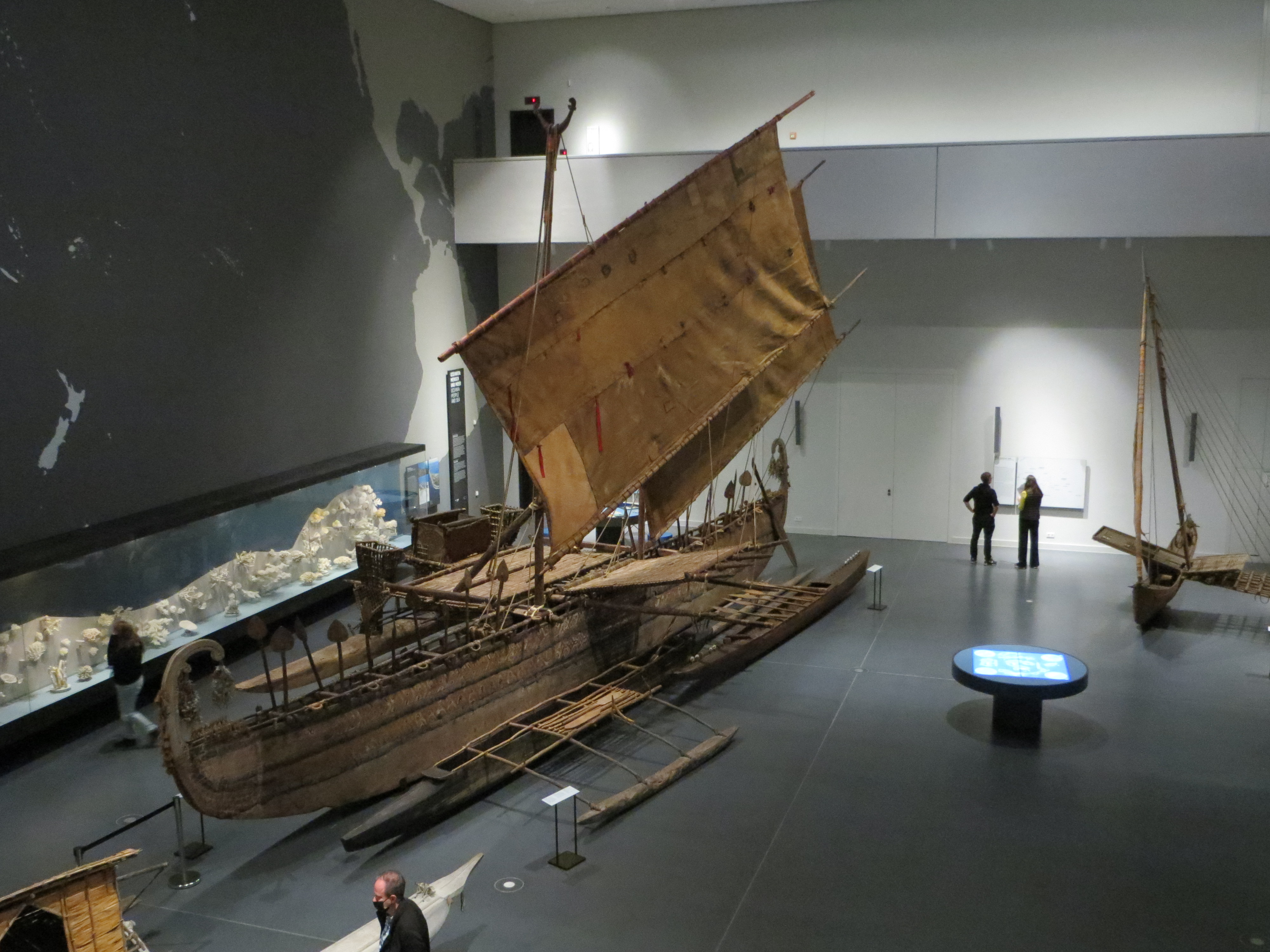
Le bateau au Forum Humboldt en 2021

Le bateau de Luf est un prao fabriqué vers la fin du XIXe siècle à Luf sous la direction de l'artisan Nemeni, pendant la colonisation allemande. Il a été apporté en Allemagne après la destruction de tous les autres navires autochtones, dans des circonstances dont les détails restent obscurs mais globalement caractérisées par une grande violence. Lors de son exposition à Berlin à 2021, il a provoqué d'importants débats sur la légitimité de sa conservation en Allemagne, et des habitants de Luf ont exprimé le souhait de pouvoir l'étudier afin de regagner le savoir-faire de la construction des pros locaux,,.